# Charles-Julien van Outryve d'Ydewalle
Charles-Julien van Outryve d'Ydewalle (Brugge, 9 februari 1840 - Ruddervoorde, 15 mei 1876) was een Belgisch volksvertegenwoordiger.

## Levensloop
Ridder Charles Julien Bernard Eugène van Outryve d'Ydewalle was het achtste en jongste kind van Eugène-Augustin van Outryve d'Ydewalle (1797-1854) en Clémence van Severen (1801-1873).
Hij trouwde in 1867 met Marie-Virginie Aronio de Romblay (Rijsel 18 oktober 1843 - Sint-Andries 2 januari 1926), uit een oude Genuese familie. Ze kregen vijf kinderen:
- Emmanuel Charles van Outryve d'Ydewalle (1868-1954), die trouwde met Marie-Josèphe Vandenpeereboom (1875-1961)
- Stanislas-Eugène (1870-1871)
- Stanislas Emmanuel van Outryve d'Ydewalle (1871-1959)
- André van Outryve d'Ydewalle (1873-1940)
- Marie-Thérèse van Outryve d'Ydewalle (1875-1950), die trouwde met Emmanuel de Meester (1866-1943), volksvertegenwoordiger en senator.

De kinderen waren tussen één en acht jaar oud toen hun vader stierf.

## Volksvertegenwoordiger
Charles van Outryve d'Ydewalle promoveerde tot doctor in de rechten aan de Katholieke Universiteit Leuven.
In 1870 werd hij verkozen tot volksvertegenwoordiger voor het arrondissement Brugge. Hij versterkte hiermee de Brugse katholieke volksvertegenwoordiging die naast hem bestond uit Amedée Visart de Bocarmé en Emile Declerck-Jullien. Het gezin ging in in de Troonstraat in Brussel wonen, maar kwam regelmatig terug naar Ruddervoorde, waar het een kasteel huurde van vader Eugène-Auguste. Pas op 13 mei 1876 terug aangekomen, werd hij plots hevig ziek en overleed twee dagen later. Hiermee kwam een vroegtijdig einde aan een beloftevolle politieke loopbaan.
De uitvaart had prinselijke allures. Uit de uitvaartrede uitgesproken door Thibaut, voorzitter van de Kamer, leert men dat Charles-Julien al enkele jaren gezondheidsproblemen had en zijn overlijden dus niet helemaal onverwacht kwam.